# Deísmo cerimonial
Deísmo ceremonial é uma expressão legal empregada nos Estados Unidos para designar declarações e práticas meramente rituais e não religiosas consolidadas pelo uso costumeiro. Exemplos disso são a referência a Deus, no Juramento de Lealdade de 1954, e a frase "In God We Trust" inscrita nas cédulas de dólar.
O termo foi acunhado em 1962, pelo então decano da Escola de Direito da Universidade de Yale, Eugene Rostow, e é utilizado desde 1984 pelo Suprema Corte dos Estados Unidos para avaliar as isenções da Cláusula de Estabelecimento da Primeira Emenda à Constituição dos Estados Unidos.

## Uso na Suprema Corte
O primeiro uso da expressão aparece no discurso de Justice Brennan, na Suprema Corte:
...Eu sugiro que tais práticas, como a designação de "Em Deus, nós confiamos" como nosso motto nacional, ou as referências a Deus contidas no Juramento de Lealdade à bandeira, possam ser melhor entendidas, na feliz expressão do reitor Rostow, como uma forma de "deísmo cerimonial" protegida do escrutínio da Cláusula de Estabelecimento, principalmente porque elas perderam, pela repetição rotineira, qualquer conteúdo religioso significativo. 